# Lamidat de Tignère
Le Lamidat de Tignère  est une chefferie traditionnelle au Cameroun situé dans le département de Faro et Déo, région de l'Adamaoua. Il est dirigé depuis 2016 par le lamido Aboubakar Garba,.

## Géographie
Le Lamidat de Tignère est situé dans le département de Faro et Déo, région de l'Adamaoua est chefferie traditionnelle de 1er degré depuis l' arrêté N°019/CAB/PM du 07 février 1981 déterminant les chefferies traditionnelles de 1er degré au Cameroun,.
Les lamidats rattachés sont ceux de Lawanat de Gadjiwan, Lawamat Alme, la chefferie de 3è degré de Bingti, la chefferie de 3è degré Mayo Tignère ,.

## Dynastie
| Période   | Nom et prénoms      |
| 2016-     | Aboubakar Garba     |
| 1997-2016 | Yerima Babba Daïrou |
| 1982-1997 | Abbo Adamou         |
| 1953-1982 | Djidjiwa Hamayero   |
| 1919-1953 | Mahamman Djalo      |
| 1919-1919 | Bakari              |
| 1892-1919 | Oussoumanou         |
| 1852-1892 | Vacances            |
| 1812-1852 | Adamou Ndjikira     |